# J Blakeson
J Blakeson, född 2 mars 1977 i North Yorkshire, är en brittisk filmregissör och manusförfattare. Han långfilmsdebuterade år 2009 med att regissera och skriva The Disappearance of Alice Creed.

## Filmografi (i urval)
| 2005 | Vernic                             |    | Ja | Kortfilm |
| 2005 | Pitch Perfect                      | Ja | Ja | Kortfilm |
| 2006 | Mist: The Tale of a Sheepdog Puppy |    | Ja | TV-film  |
| 2009 | The Appointment                    |    | Ja | Kortfilm |
| 2009 | Instängd 2                         |    | Ja |          |
| 2009 | The Disappearance of Alice Creed   | Ja | Ja |          |
| 2016 | The 5th Wave                       | Ja |    |          |
| 2021 | I Care a Lot                       | Ja | Ja |          |